# أندرويد ون
أندرويد ون هو عبارة عن سلسلة من الهواتف الذكية التي تعمل بنسخ غير معدّلة من نظام التشغيل أندرويد. وهي الأجهزة والبرامج التقنية القياسية التي تم إنشائها من قبل جوجل بهدف توفير تجربة مستخدم سلسة وآمنة من خلال توفير التحديثات الأمنية بكثرة وخدمة حماية جوجل بلاي. أُطلق أندرويد ون في عام 2014، وركّزَ مبدئيًا على الأجهزة متوسطة العتاد في الأسواق الناشئة، ولكنه تطور لاحقًا ليكون برنامج جوجل الرئيسي للهاتف.

## نظام أندرويد والتحديثات الأمنيّة
فيما يتعلق بنظام التشغيل أندرويد والتحديثات الأمنيّة، تذكر الصفحة الرسمية لأندرويد ون (في نهاية الطّبعة): «قم بالتأكد من المدّة الدقيقة للدعم للهاتف الخاص بك بمنطقتك من خلال الشركة المصنّعة للهاتف الخاص بك. التحديثات الأمنيّة الشهريّة ستكون مدعومة لمدة ثلاث سنوات على الأقل بعد الإصدار الأوّلي للهاتف.»
في 22 فبراير 2018 أشارت مقالة في مدوّنة جوجل إلى: «أن الوصول إلى تحديثات أندرويد أصبحت تأتي بشكلٍ أسرع خلال عامين، بما في ذلك أحدث ابتكارات الذكاء الاصطناعي من جوجل؛ ليكون أكثر الأجهزة أمانًا في المنظومة، مع تحديثات الأمان المنتظمة لثلاث سنوات مع تضمين خدمة حماية جوجل بلاي.»